# 村岡マサヒロ
村岡 マサヒロ（むらおか まさひろ、1976年（昭和51年）5月1日 - ）は日本の漫画家、高知県吾川郡いの町出身、同在住。本名は村岡 正浩（読み同じ）。

## 人物
父方の祖父母、曾祖母との4世代同居で育つ。
1976年5月1日、高知県吾川郡伊野町（現・いの町）に生まれる。
1995年3月、高知県立高知西高等学校卒業。
1997年3月、国際デザインカレッジ（現・国際デザイン・ビューティーカレッジ）グラフィックデザイン科卒業。4月、技研製作所勤務（～1998年1月/高知市）。
1998年4月、まんが家を目指して上京。翌年1月、高知に戻る。
2000年1月、秋田書店・第37回ヤングチャンピオンコミック大賞にて奨励賞受賞。4月、秋田書店『ヤングチャンピオン』増刊号にて「アイラブミー」でデビュー。7月、『ヤングチャンピオン』NO.15にて「ミドル未熟児」連載開始（～2001年7月）。11月、『タウン情報こうち』にて「食べ殿さま」シリーズ連載開始。
2001年5月、ぶんか社「みこすり半劇場」NO.14にて「名物村岡食堂」連載開始（～2003年3月）。9月、「タウン情報こうち」で4コマまんが「デフレーション家族」連載開始（～2002年9月）。
2002年9月24日、「高知新聞」夕刊掲載の高知県立美術館広告内にて、4コマまんが「あー丸くん」月1回連載開始（～2005年3月28日）。10月、『タウン情報こうち』にて4コマまんが「肉までABC」連載開始。
2003年8月、「昼下がり」で高知新聞社主催の第15回黒潮マンガ大賞ストーリー部門佳作受賞。10月22日、初個展「ウッフンポックリ」開催（～27日/高知市・graffiti）。
2004年2月、『高知新聞』記事「創造の現場」取材時、新聞連載の打診を受ける。4月1日、『高知新聞』夕刊社会面にて『きんこん土佐日記』連載開始。4月3日、「まんさい―こうちまんがフェスティバル2004」にて、来場者とのお絵かき対決コーナー「すみっこで会いましょう」初開催。以後、同イベント内で毎年継続（翌年から11月開催）。5月、高知市立神田小学校のイラスト・マンガクラブで、毎月1～2回クラブ活動日に会わせての指導開始。
2005年10月20日、個展「運脳会」開催（～31日/高知市・graffiti）。
2006年4月、「きんこん土佐日記」1巻発売。先行販売サイン会も開催（高知市・「土佐二十四万石博」会場）。7月2日、「Web版きんこん土佐日記」が高知新聞社ホームページ上で連載開始。毎週日曜日更新。8月、NTTDoCoMo四国高知支店の「高知FOMAつなカンガルー」広告を手掛ける。8月24日、個展「きんこんなつやすみ」（～9月4日・高知市・graffiti）。10月、「ひまわり乳業」が「きんこん土佐日記」掲載のひまわり牛乳販売開始。11月、「きんこん土佐日記」第2巻発売。先行販売サイン会も開催（高知市・金高堂書店本店）。2007年版「きんこん土佐日記」卓上カレンダーも同時発売。11月25日、高知市の菓子製造販売会社「青柳」が、「きんこん土佐日記」しおり入り和菓子「土左日記」発売。
2007年1月1日、「高知新聞」正月特集紙面に「きんこん笑月すごろく」掲載（以後毎年掲載）。4月、スイッチ・パブリッシング発行の全国版文化誌『SWITCH』にて「きんこん土佐日記」のキャラクターたちが登場する12コマまんが「たまーるか」連載開始（～2008年9月号）。5月15日、個展『楽しい肝ランラン』開催（～26日・東京・ブックギャラリーポンポタム）。8月23日、『きんこん土佐日記』連載1000回。12月、『きんこん土佐日記』3巻発売。先行販売サイン会も開催（高知市・宮脇書店）。
2008年4月1日、『高知新聞』総合版第3社会面で「きんこん土佐日記」連載開始。夕刊配達不可地域でも購読可能に。4月3日、『きんこん土佐日記』初カラー掲載。以後、月1～3回ほどカラーに（～2009年5月）。4月21日、『高知新聞』紙面上での企画『高知元気力検定』企業広告スペースに『きんこん土佐日記』描き下ろし番外編『きんこん元気力日記!!』連載（～5月29日）。8月16日、『高知新聞まんが60年展』にて「きんこん土佐日記」「がじゅまるファミリー」展示紹介（～31日・高知県南国市・タマリン館）。11月、全日本空輸高知支店広告に｢きんこん土佐日記」描きおろし4コマまんが掲載。12月、『きんこん土佐日記』4巻発売。先行販売サイン会も開催（高知市・バッハ書店）。
2009年2月10日、個展「いのおかこぱひろ」開催（～25日・いの町・ギャラリーコパ）。4月22日、『高知新聞』紙面上での「高知元気力検定」企業広告スペースに「きんこん土佐日記」描き下ろし番外編「きんこん元気力日記'09」連載（～5月30日）。6月13日、子ども向け職業体験イベント「おためし　土佐っ子タウン」でまんが家の仕事担当（高知市・りょうまスタジアム）。8月20日、高知市教育講演会として「マンガに出会ってこうなった！こどもたちと私たち」講演（高知市文化プラザかるぽーと大ホール）。11月23日、「きんこん土佐日記」5巻発売。　　　　　　　　　　　　　　　　　　　　　　　
2010年現在もいの町在住。好きな作家は湯村輝彦、根本敬、花くまゆうさく。
幼い頃から絵を描くのが好きな子どもだったが、家で雑誌類の購入を禁止されていたため、最新の漫画は読めず、スイミングスクールで進級したときにご褒美として買ってもらった「キン肉マン」等の単行本を宝物にして、その絵を真似て描いていた。だが、最初は友人たちにも喜ばれていたものの、時が経つにつれ変化する最新の話題についていけず、絵への反響も弱まってしまう。そんな時にホラー映画に出会い、映画の中で繰り広げられる独創的な想像の世界に衝撃を受け、「自分の絵が受け入れられなくなったのは、人の真似をしているからだ」と気付き、オリジナルの漫画を描き始めた。
外出時には常にポケットサイズのメモ帳を持ち歩いており、街で見かけた物や、ふと頭に思い浮かんだフレーズなど、気になることがあれば何でもメモに残す。

## 作品リスト
- きんこん土佐日記

高知新聞夕刊にて2004年4月1日から連載中、2006年4月28日第1巻出版、2012年現在既刊8巻まで出版、依然として連載中。
- 昼下がり - きんこん土佐日記1～8巻に収録。1巻のものは2003年に第15回黒潮マンガ大賞佳作のもの。また、第3巻でのタイトルは「昼下がり～サイボーグババアとぼく」だった。
- ドイツビールと日よう日 - きんこん土佐日記第1巻に収録。
- 肉までABC - 2009年9月現在、タウン情報こうちにて連載中[3]）
- 食べ殿さま - タウン情報こうちにて連載中。

## 出演
- しこく8 ひとりぼっちのニホンカワウソ（NHK松山放送局2013年11月1日放送）[4]